# The Ballad of Bilbo Baggins

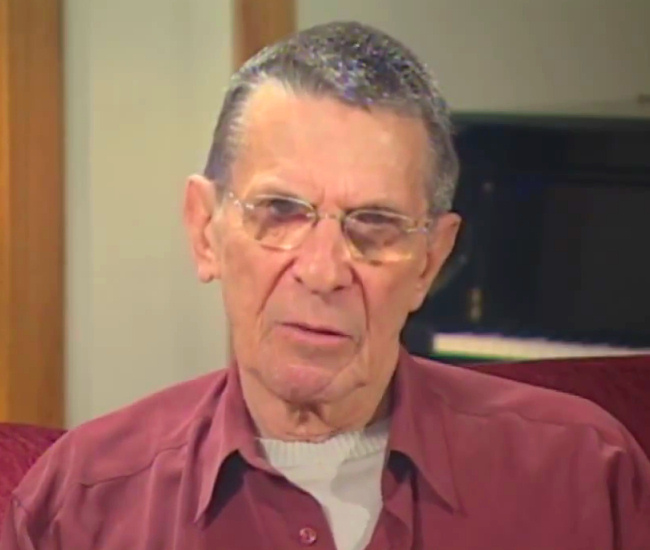
Leonard Nimoy em 2006

"The Ballad of Bilbo Baggins" é uma canção composta por Charles Randolph Grean e interpretada por Leonard Nimoy, contando a história de Bilbo Baggins e suas aventuras no livro "O Hobbit", escrito por J. R. R. Tolkien. A gravação apareceu originalmente em Two Sides of Leonard Nimoy, o segundo álbum de Nimoy na Dot Records (que ao longo do tempo e após vários anos é hoje a Universal Music Group). Também foi lançada como um single  (Dot Records Cat. #45-17028), feito com uma música popular chamado de "Cotton Candy".
Um ano antes de a gravação ser lançada comercialmente, Leonard Nimoy fez um playback da música durante uma aparição num episódio do show de variedades Malibu U, em 28 de julho de 1967. Este segmento sobrevive até hoje como um videoclip da música e mostra Nimoy (vestido de Spock) e um grupo de garotas vestidas como vulcanas cantando e dançando em uma praia. Um trecho desse número musical também está incluído no documentário "Ringers: Lord of the Fans" sobre o fandom de O Senhor dos Anéis.
Os fãs de Nimoy ficaram intrigados com o fato (revelado em entrevistas) de o ator já ter lido O Senhor dos Anéis e ter ficado extremamente impressionado com ele. De aproximadamente 1968 até 1973, vários escritores e editores de fanzines sobre Nimoy e Star Trek (contribuidores da Nimoyan Federation e membros da Associação de Fã do Leonard Nimoy) discutiram a idéia de um filme live-action de O Senhor dos Anéis, com Nimoy interpretando Aragorn, e houve até uma breve campanha.